# Калашо
Кала́шо (итал. Calascio) — коммуна в Италии, располагается в области Абруццо, в провинции Л’Акуила.
Население составляет 136 человек (2013 г.), плотность населения составляет 3.4 чел./км². Занимает площадь 39 км². Почтовый индекс — 67020. Телефонный код — 0862.
Покровителем коммуны почитается святой Николай Чудотворец, празднование 9 мая.

## Демография
Динамика населения:

## Администрация коммуны
- Официальный сайт: